# Drăgoteni
Drăgoteni – wieś w Rumunii, w okręgu Bihor, w gminie Remetea. W 2011 roku liczyła 838 mieszkańców.